# Emmanuel Petit
Emmanuel Laurent Petit (Dieppe, Francuska, 22. rujna 1970.) je francuski umirovljeni nogometaš i bivši nacionalni reprezentativac. S Monacom i Arsenalom je osvojio Le Championnat odnosno Premier ligu dok je s francuskom reprezentacijom bio svjetski (SP 1998.) i europski (EP 2000.) prvak.
Tijekom igračke karijere, Petit je u svim klubovima gdje je igrao nosio dres s brojem 17, a prekidom nogometne karijere počeo je raditi kao nogometni analitičar u Francuskoj.

## Karijera

### Klupska karijera
Petit je rođen u Dieppeu, lučkom gradu pokraj kanala La Manche na sjeveru zemlje. Karijeru je započeo u niželigašu ES Arques-la-Bataille.
Godine 1988. Petit je s 18 godina postao igračem AS Monaca. Nakon što je klub igrao u finalu francuskog kupa 1989. godine, tadašnji trener Arsène Wenger počeo je koristiti Petita kao standardnog igrača na pozicijama lijevog krila i središnjeg veznog.
S klubom je 1991. osvojio francuski kup dok je 1992. godine igrao u finalu Kupa pobjednika kupova u kojem je AS Monaco izgubio od Werder Bremena. U svojoj posljednjoj sezoni 1996./97. Emannuel Petit je bio kapetan AS Monaca te je s klubom osvojio Ligue 1.
Unatoč Glasgow Rangersima koji su ga htjeli dovesti u klub, Petit se u lipnju 1997. godine pridružio londonskom Arsenalu a vrijednost transfera je iznosila 2,5 milijuna GBP. Tamo ga je ponovo trenirao Arsène Wenger koji ga je s pozicije središnjeg veznog stavio na mjesto defenzivnog veznog gdje je igrao u tandemu sa sunarodnjakom Patrickom Vieirom. Njih dvojica su stvorili jaki vezni red što je dovelo do brzog uspjeha tako da je Arsenal te sezone osvojio dvostruku krunu - Premier ligu i FA Kup.
Tijekom tri sezone igranja za londonski klub, Petit je skupio ukupno 118 nastupa u svim natjecanjima te 11 golova.
U ljeto 2000. godine Emmanuel Petit zajedno sa suigračem Marcom Overmarsom odlazi u Barcelonu. Katalonski klub ga je kupio za 7 milijuna GBP. Tijekom kratkotrajnog razdoblja u klubu, igrao je u obrani, nekoliko puta se ozlijedio te je bio rezervni igrač. U svojoj biografiji objavljenoj 2008. godine Petit je posebno poglavlje posvetio Barceloni te je napisao da tadašnji trener Llorenç Serra Ferrer nije niti znao koja je Petitova pozicija na terenu kada je transferiran iz Arsenala.
Nakon jedne sezone na Camp Nou, igrača se povezivalo s engleskim klubovima kao što su Manchester United, Chelsea i Tottenham Hotspur. U konačnici je 2001. godine potpisao za Chelsea dok je vrijednost transfera iznosila 7,5 milijuna GBP. U početku je bio član prve momčadi u razočaravajućoj debitantskoj sezoni. Tada je igrao u finalu FA Kupa kojeg je na posljetku osvojio njegov bivši klub Arsenal.
Svoj prvi gol za Chelsea je zabio u prvenstvenoj 2:1 pobjedi protiv Derby Countyja 30. ožujka 2002. godine.
Tijekom druge sezone u Chelseaju igračeva igra se značajno poboljšala. U veznom redu je igrao odlično s Frankom Lampardom te je za klub zabio dva gola. Prvi je bio protiv Evertona u Liga kupu a drugi protiv Arsenala u prvenstvu. Međutim, nakon serije ozljeda koljena Petit se udaljio od prvog sastava. Svoju posljednju utakmicu za klub je odigrao 1. veljače 2004. godine protiv Blackburn Roversa.
Nakon toga je u ljeto 2004. godine napustio klub kao slobodni igrač. Tada ga je njegov bivši klub Arsenal htio dovesti u svoje redove ali se od toga odustalo zbog Petitove loše kondicije. Tijekom sljedećih šest mjeseci Petit je namjeravao pronaći novi klub te je trenirao kod Bolton Wanderersa. Međutim, kada je saznao da mora na novu operaciju koljena te shvatio da se neće moći vratiti u prijašnju formu, Petit je 20. siječnja 2005. godine najavio je povlačenje iz nogometa.

### Reprezentativna karijera
Članom francuske reprezentacije Petit je bio dosta dugo (od 1990. do 2003. godine). U tom razdoblju je s Tricolorima nastupio na dva europska (Švedska 1992. te Nizozemska i Belgija 2000. godine) i dva svjetska (Francuska 1998. te Japan i Južna Koreja 2002. godine) nogometna prvenstva.
Kao član tada moćne reprezentacije s kraja 1990.-ih, Emmanuel Petit je s Tricolorima 1998. osvojio svjetsko prvenstvo da bi 2000. godine ostvaren isti uspjeh i na europskom prvenstvu. Na Svjetskom prvenstvu u Francuskoj, Petit je zabio dva pogotka za reprezentaciju. Prvi je bio protiv Danske u skupini a drugi u finalu protiv Brazila. Upravo je njegov gol bio jubilarni 1000-ti u povijesti Francuskog nogometnog saveza te posljednji na Svjetskom prvenstvu na kraju 20. stoljeća.

## Privatni život
Emmanuel Petit je imao brata Oliviera koji je također bio nogometaš. Godine 1988. kada je igrao za niželigaš Arques, Olivier je u klubu kolabrirao te je prevezen u bolnicu gdje je konstantirana smrt zbog izljeva krvi u mozak. Petit je u svojoj autobiografiji objavio kako ga je taj događaj toliko šokirao da je gotovo napustio nogomet.
Petit je bio u kratkom braku s francuskom glumicom Agathe de La Fontaine s kojom ima kćer Zoe. Danas živi s Marijom Servello s kojom ima kćer Violet.
U srpnju 1998. godine igrač je osvojio 17.000 GBP na automatu u kasinu hotela u Monte Carlu ali je sav iznos donirao u humanitarne svrhe. Također, u lipnju 2011. godine je obrijao svoju kosu koja je prodana u humanitarne svrhe za 34.000 GBP a isto je uradio i s bradom koju je obrijao.

## Osvojeni trofeji

### Klupski trofeji
| Klub      | Trofej              | Sezona / godina |
| Francuska | Francuska           | Francuska       |
| --------- | ------------------- | --------------- |
| AS Monaco | francuski kup       | 1991.           |
| AS Monaco | francusko prvenstvo | 1996./97.       |
| Engleska  |                     |                 |
| Arsenal   | englesko prvenstvo  | 1997./98.       |
| Arsenal   | FA kup              | 1998.           |
| Arsenal   | Charity Shield      | 1998.           |
| Arsenal   | Charity Shield      | 1999.           |

### Reprezentativni trofeji
| Turnir               | Trofej |
| -------------------- | ------ |
| SP u Francuskoj 1998 | Zlato  |
| EURO 2000            | Zlato  |

### Individualni trofeji
| Trofej                        | Godina / sezona |
| ----------------------------- | --------------- |
| Igrač mjeseca FA Premier lige | travanj 1998.   |
| Momčad sezone FA Premier lige | 1998./99.       |
| Légion d'honneur              | 1998.           |

## Vanjske poveznice
- FIFA.com  Arhivirana inačica izvorne stranice od 12. studenoga 2012. (Wayback Machine)